# Saarfels
Saarfels (tot 1932 Fickingen) is een plaats in de Duitse gemeente Beckingen, deelstaat Saarland.

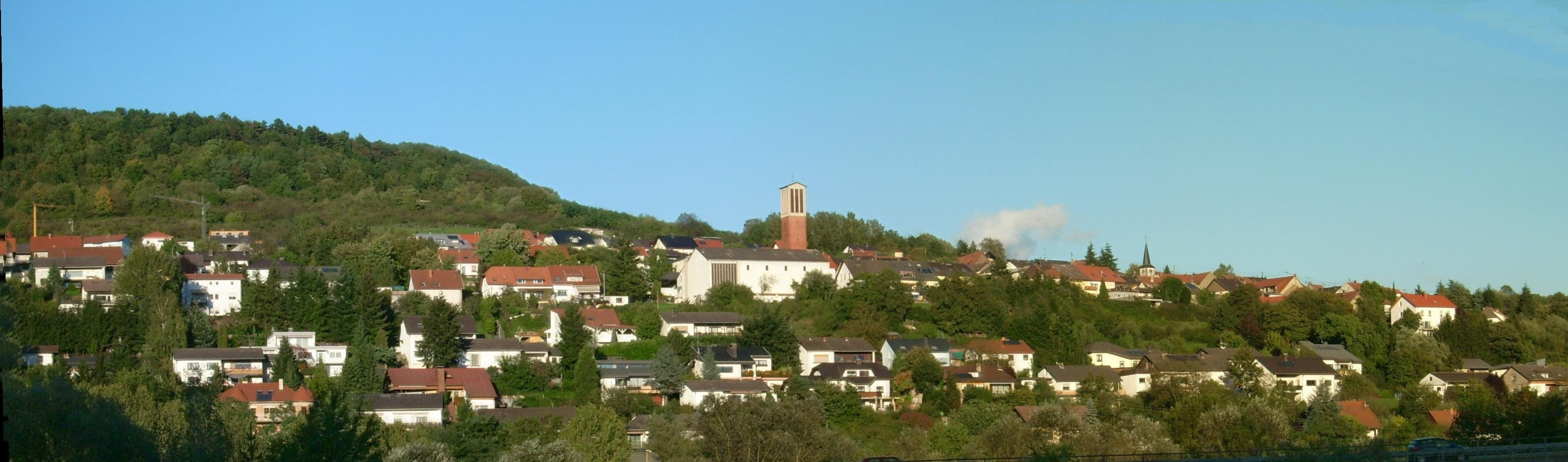
Saarfels